# Liste der Kulturdenkmale in Dobschütz (Nossen)
In der Liste der Kulturdenkmale in Dobschütz sind die Kulturdenkmale des Nossener Ortsteils Dobschütz verzeichnet, die bis April 2021 vom Landesamt für Denkmalpflege Sachsen erfasst wurden (ohne archäologische Kulturdenkmale). Die Anmerkungen sind zu beachten.
Diese Aufzählung ist eine Teilmenge der Liste der Kulturdenkmale in Nossen.

## Dobschütz
| Bild                                    | Bezeichnung                                                      | Lage                | Datierung              | Beschreibung | ID       |
| --------------------------------------- | ---------------------------------------------------------------- | ------------------- | ---------------------- | --- | -------- |
| Direkt Bild zu diesem Denkmal hochladen | Wohnstallhaus und Seitengebäude (ohne Anbau) eines Vierseithofes | Dobschütz 1 (Karte) | Bezeichnet mit 1799    | Wohnstallhaus zum Teil Obergeschoss Fachwerk verputzt, mit schönem Segmentbogenportal, landschafts- und zeittypische Gebäude, baugeschichtlich und wirtschaftsgeschichtlich von Bedeutung | 09268104 |
| Direkt Bild zu diesem Denkmal hochladen | Wohnhaus, wohl auch Gartenhaus                                   | Dobschütz 2 (Karte) | Um 1920, im Kern älter | Ursprünglich zum Vierseithof Nummer 1 gehöriges Auszugshaus, schlichter Putzbau mit Mansarddach und Segmentbogenportal, baugeschichtlich von Bedeutung                                    | 09268105 |